# Über den Imperialismus
 Über den Imperialismus  ist ein Essay, den die politische Philosophin Hannah Arendt kurz nach Ende des Zweiten Weltkrieges im nordamerikanischen Exil verfasst hat. Er kam erstmals 1946 unter dem Titel  Imperialism: Road to Suicide, The Political Origins and Use of Racism  in dem 1945 gegründeten jüdischen politischen Magazin Commentary heraus. Fast gleichzeitig erschien die davon abweichende deutsche Fassung in Heidelberg in der Zeitschrift  Die Wandlung und 1948 erneut innerhalb der Aufsatzsammlung  Sechs Essays als 3. Band in der Reihe Schriften der Wandlung unter Mitwirkung von Karl Jaspers, Werner Krauss und Alfred Weber, herausgegeben von Dolf Sternberger.
Der Text wurde 1976 kurz nach Arendts Tod in der Bundesrepublik Deutschland erneut im Rahmen eines Sammelbandes veröffentlicht, der zwei weitere Essays enthält. Das Bändchen trägt den Titel: Die verborgene Tradition. Acht Essays. Gewidmet ist es ihrem Lehrer und Freund Karl Jaspers. Der Aufsatz gehört zu den Vorstudien zu ihrem 1951 in New York veröffentlichten politischen Hauptwerk Elemente und Ursprünge totaler Herrschaft. In die amerikanische Erstausgabe The Origins of Totalitarianism hat sie den Essay unverändert aufgenommen. „Es handelt sich um eine Studie über das gegenwärtige Stadium des Imperialismus und über den Rassenwahn.“
Arendt konstatiert kurz nach Kriegsende „die unmenschliche Absurdität unserer Zeit.“ Gemessen an dem Resultat: der Verheerung aller europäischen Länder, dem Zusammenbruch aller abendländischen Traditionen, der Existenzbedrohung dieser Völker und der sittlichen Verwüstung eines großen Teil der westlichen Menschheit sei die Existenz einer kleinen Klasse von Kapitalisten, die (…) mit gierigen Augen den Erdball absuchten nach profitablen Investitionen für überflüssiges Kapital, wahrlich eine Bagatelle.
Sie beschreibt die neuere Zeitgeschichte als blutiges Spektakel, das das Bewusstsein von der Würde des Menschen verletzt.
„Daß es eines Weltkriegs bedurfte, mit Hitler fertig zu werden, ist gerade dadurch so beschämend, weil es auch komisch ist. Die Historiker unserer Zeit haben (..) immer wieder versucht, dieses Element des blutigen Narrenspiels zu verdecken, auszulöschen, und den Geschehnissen eine gewisse Größe oder Würde zu verleihen, die sie nicht haben, die sie aber menschlich erträglicher machen würden.“
Die Entwicklungen seit dem 19. Jahrhundert bringt Arendt mit der absolutistischen Geschichtsphilosophie Thomas Hobbes’ in Verbindung, „auf deren nackte Brutalität die Elite der Bourgeoisie sich erst in unserer Zeit zu berufen wagt (…).“

## Auseinandersetzung mit dem „ökonomischen Fortschrittsglauben“
Den Glauben an den «ökonomischen Faktor» und seine «notwendige Fortschrittlichkeit» weist sie zurück und stellt fest, dass diese „imperialistische Irrlehre“ blutige Opfer gekostet hat – aber auch intellektuelle Opfer. Neben dem expandierenden Kapital sei in Europa im 19. Jahrhundert der Mob der großen Städte nach Afrika gezogen – ein Bündnis zwischen den „allzu Reichen und den allzu Armen.“ Diese «Pan»-Bewegungen waren die ersten Versuche, referiert Arendt, die Nation umzuorganisieren zu einem Instrument für die verheerende Eroberung fremder Gebiete und die ausrottende Unterdrückung fremder Völker, wogegen sich die Traditionen des Nationalstaates und der Arbeiterbewegung gleich hilflos erwiesen hätten. Kritisch merkt sie hinsichtlich der sozialistischen Bewegung an:
„Gelegentliche Warnungen vor dem Lumpenproletariat und vor der möglichen Bestechung von Teilen der Arbeiterschaft durch Beteiligung an imperialistischen Profiten haben zu keinem tieferen Verständnis für die neue politische Kraft geführt, welche ein im Sinne des Marxismus und des Dogmas der Klassenkämpfe so unnatürliches Bündnis wie das zwischen Mob und Kapital zuwege brachte.“

## „Bündnis zwischen Mob und Kapital“: Vorrang der Politik gegenüber der Ökonomie
Sozialistische Theoretiker wie Hobson, Hilferding und Lenin haben laut Arendt zwar die ökonomischen Triebkräfte des Imperialismus entdeckt, seine politische Struktur, der Versuch die Menschen in „Herren- und Sklavenrassen“ einzuteilen sei davon aber eher verdeckt als aufgeklärt worden. Heute sei der ökonomische Faktor längst dem imperialen zum Opfer gefallen. Die Initiative sei auf den Mob übergegangen. „Sein Glaube an Rasse hat gesiegt über die verwegenen Hoffnungen auf überirdische Profite. Sein Zynismus gegen alle vernünftigen und moralischen Wertungen hat die Heuchelei und damit die Grundlagen des kapitalistischen Systems erschüttert und teilweise bereits zerstört.“ Der Mob lässt sich, führt Arendt aus, in keine nationalstaatlichen Organisationen mehr einbinden. Die älteren Imperien seien in ihren Grundfesten erschüttert. Rassendoktrinen können alle Völker, auch die farbigen, die sich gegen den weißen Mann empören, vergiften.

## Zwiespältigkeit der „historischen Pessimisten“
Arendt setzt sich mit den „historischen Pessimisten“ von Burckhardt bis Spengler auseinander, die zwar richtig die Gefahr des Umschlags der Demokratie in Despotie erkannt hätten, nicht aber, dass der Mob sich „aus den Abfällen sämtlicher Klassen zusammensetzte“, (…) „die wachsende Bewunderung der Guten Gesellschaft für die Unterwelt“, (…) „ihr stetiges Nachgeben in moralischen Fragen“. Sie analysiert die Unterschiede zwischen den großen europäischen Staaten und stellt fest, die politische Weltanschauung der Mobs habe eine verblüffend starke Affinität zu der politischen Weltanschauung der bürgerlichen Gesellschaft, wie sie vor 300 Jahren weit vor der Entstehung des Mobs bereits in der Hobbesschen Philosophie ihre von Heuchelei bereinigte Grundlage fand.

## Die „nihilistische Weltanschauung“ des Mobs
Die „wesentlichen Axiome dieser Weltanschauung“ fasst Arendt folgendermaßen zusammen:
- Der Wert des Menschen (früher Tugend genannt) sei sein Preis, festgestellt nach dem Gesetz von Nachfrage und Angebot in der öffentlichen Meinung.
- Macht sei die akkumulierte Herrschaft über die öffentliche Meinung, der Wille zur Macht die Grundeigenschaft des Menschen.[13]
- Gegenüber dem Machtmonopol („Monopol des Tötenkönnens“) des Staates gibt es demnach nur den „absoluten Gehorsam, den blinden Konformismus der bürgerlichen Welt“.
- Politische Entrechtung, Zufallsprinzip, Konkurrenz sowie gesteigertes Interesse am Privatleben und eigenen „Schicksal“ nehmen zu, die Bedeutung der öffentlichen Angelegenheiten für den Einzelnen geht verloren.[14]
- Durch  Abtretung der politischen Rechte des Individuums an den Staat delegiert der Einzelne seine gesellschaftlichen Pflichten wie die Armenversorgung an den Staat. Glück und Ehre, Unglück und Schande werden eins. Der Unterschied zwischen Armen und Verbrechern wird nivelliert - „beide stehen außerhalb der Gesellschaft.“[15]
- Diese „Erfolglosen, Unglücklichen, Schändlichen“ sind zurückgesetzt in den „Naturzustand“ (Krieg aller gegen alle), und die Vergesellschaftung der Deklassierten in eine Mörderbande ist möglich.
- Es gebe einen Bruch der abendländischen Tradition von Freiheit und Recht.
- Stabilität werde durch Machterweiterung des Staates auf Kosten anderer Staaten erlangt.
- Es handle sich um einen unendlichen Prozess, in welchem Individuen, Völker und die Menschheit (bis hin zum Weltstaat) sich unabänderlich gleich, ob zum Heile oder Unheile gefangen fühlen.[15]

## Der „Fortschrittsideologie“ folgt der „Untergangsaberglaube“
Entgegen dem Fortschrittsbegriff des 18. Jahrhunderts, der mit der Mündigkeit, der Freiheit und Autonomie des Menschen verbunden war, beruht Arendt zufolge der Fortschrittsbegriff der bürgerlichen Gesellschaft auf der „Großmannssucht des imperialistisch gewordenen Geschäftsmannes, den die Sterne ärgern, weil er sie nicht annektieren kann.“
„Politisch folgt aus dem notwendigen Prozess der Machtakkumulation, dass «Expansion alles ist», ökonomisch: daß der reinen Anhäufung von Kapital keine Grenzen gesetzt werden darf und gesellschaftlich: die unendliche Karriere des Parvenus.“
Wie so oft in ihren Werken zieht Arendt nicht nur historische, politische, philosophische und andere Quellen zu Rate, sondern auch die Literatur. So argumentiert sie: Fortschrittsoptimismus und noch mehr schwere Melancholie, Verzweiflung und Untergangsstimmung sind charakteristisch für die Dichter der Epoche : Baudelaire, Swinburne, Nietzsche bis zu Kipling («das große Spiel ist erst aus, wenn alle tot sind »). Hobbes habe diese Haltung unverblümt vorweggenommen. Erst nach der „Abschlachtung der Communards (1871)“ habe die Bourgeoisie sich so sicher gefühlt, dass sie begonnen habe, den von Hobbes entworfenen Staat zu planen. Die radikalste Form der Herrschaft wie des Besitzes sei die Vernichtung. „Dies ist die lebendige Grundlage des Nihilismus unserer Zeit, in der Fortschrittsaberglaube von dem ebenso vulgären Untergangsaberglauben abgelöst wurde (…),“ lautet ihr Resümee.

## „Die konsequenteste Form des Kampfes aller gegen alle ist die Vernichtung ganzer Völker, der Verwaltungsmassenmord“
Sie wandte sich gegen den naturwissenschaftlichen Materialismus, der den Ursprung des Menschen aus der für den Geist nichtigen Materie herleite und sprach sich für die Idee eines einheitlichen Ursprungs des Menschengeschlechts aus, da ein solcher Naturalismus verbunden mit der Vorstellung getrennter nicht solidarischer Rassen „einen Kampf gegeneinander auf Ewigkeit“  festschreibe, als deren „konsequenteste Form“ sie den „Verwaltungsmassenmord“ bezeichnete. Dies sei die Außenpolitik des Imperialismus. Die Autorin macht hier keinen grundlegenden Unterschied zwischen den Nationalsozialisten und anderen Ausprägungen eines rassistischen Mobs nach der deutschen Kapitulation, äußert aber die Hoffnung, dass die Völker sich nicht vereinnahmen lassen.
Sie unterscheidet drei Sorten von Nihilisten: Harmlose Menschen, Narren, die wissentlich oder unwissentlich an das Nichts glauben, darunter die meisten Gelehrten der Gegenwart (1946), die sie unter die unwissentlichen Nihilisten subsumiert; ebenfalls harmlose „Dichter und Scharlatane“, „nur selten ein Philosoph“, die sich als Nihilisten verstehen und „gefährliche Leute, die versuchen, das Nichts herbeizuführen“, indem sie sich vergeblich bemühen „Vernichtung auf Vernichtung zu häufen“.
Hobbes betrachtet sie als „philosophischen Machtanbeter“, der die Gleichheit der Menschen auf das „Tötenkönnen“ gründete. Dieses „letzte Geheimnis der Macht“ habe die bürgerliche Gesellschaft vor dem 20. Jahrhundert nicht erkannt. Erst durch die Entwicklung des Imperialismus im 19. Jahrhundert sei der von Rassendoktrinen begeisterte Mob entstanden, habe jedoch zunächst „verborgen“ gewirkt, von besseren abendländischen Traditionen überdeckt. Der randständige Mob, weder an Klasse und nur unzulänglich an Nation gebunden, habe auf die ebenfalls randständigen, aber durch die „Bande des Bluts“ zusammengehaltenen Juden mit Neid geblickt und entlang der gefälschten Protokolle der Weisen von Zion seine politische Taktik entwickelt. Der Untergang des Nationalstaates habe gleichsam automatisch den Hobbesschen Leviathan (Souverän) hervorgebracht, der zum Untergang des Abendlandes führen könnte, auf der anderen Seite aber auch Chancen biete diese Gefahren zu besiegen. Denn im Zweiten Weltkrieg hätten die Völker bewiesen, dass sie sich nicht mehrheitlich in Mob verwandeln. Sie hält den alten Nationalstaat für nicht restaurierbar und glaubt an das Ende des Patriotismus. In diese Leere könnte, lautet Arendts Diagnose, der Mob mit einer in den einzelnen europäischen Ländern spezifischen rassistischen Ideologie eindringen und das Ende der Menschheit herbeiführen.

## Ausgabe
- Hannah Arendt: Über den Imperialismus. In: Die verborgene Tradition. Acht Essays. Suhrkamp TB, Frankfurt a. M. 1976, ISBN 3-518-06803-2, S. 12–31.